# Campionati canadesi di sci alpino 2005
I Campionati canadesi di sci alpino 2005 si sono svolti a Le Massif e a Mont-Sainte-Anne dal 17 al 22 marzo. Il programma ha incluso gare di discesa libera, supergigante, slalom gigante, slalom speciale e combinata, tutte sia maschili sia femminili.
Trattandosi di competizioni valide anche ai fini del punteggio FIS, vi hanno partecipato anche sciatori di altre federazioni, senza che questo consentisse loro di concorrere al titolo nazionale canadese.

## Risultati

### Uomini

#### Discesa libera
| Pos. | Atleta           | Nazione     | Tempo   |
| ---- | ---------------- | ----------- | ------- |
| 1    | John Kucera      | Canada      | 1:25,50 |
| 2    | Justin Johnson   | Stati Uniti | 1:25,98 |
| 3    | Erik Guay        | Canada      | 1:26,04 |
| 4    | François Bourque | Canada      | 1:26,18 |
| 5    | Nicholas Baker   | Stati Uniti | 1:26,75 |
| 6    | Stefan Guay      | Canada      | 1:26,82 |
| 7    | Scott Macartney  | Stati Uniti | 1:26,88 |
| 8    | Jake Zamansky    | Stati Uniti | 1:26,92 |
| 9    | David Anderson   | Canada      | 1:26,97 |
| 10   | Steven Nyman     | Stati Uniti | 1:27,08 |

Data: 17 marzo

Località: Le Massif

#### Supergigante
| Pos. | Atleta           | Nazione     | Tempo   |
| ---- | ---------------- | ----------- | ------- |
| 1    | John Kucera      | Canada      | 1:21,36 |
| 2    | Brad Spence      | Canada      | 1:22,69 |
| 3    | Stefan Guay      | Canada      | 1:22,94 |
| 4    | François Bourque | Canada      | 1:22,98 |
| 5    | Michael Janyk    | Canada      | 1:23,20 |
| 6    | David Anderson   | Canada      | 1:23,26 |
| 7    | Scott Macartney  | Stati Uniti | 1:23,40 |
| 8    | Andrew Weibrecht | Stati Uniti | 1:23,56 |
| 9    | Trevor White     | Canada      | 1:23,62 |
| 10   | Steven Nyman     | Stati Uniti | 1:23,68 |

Data: 18 marzo

Località: Le Massif

#### Slalom gigante
| Pos. | Atleta           | Nazione     | Tempo   |
| ---- | ---------------- | ----------- | ------- |
| 1    | François Bourque | Canada      | 2:12,46 |
| 2    | Erik Guay        | Canada      | 2:13,56 |
| 2    | John Kucera      | Canada      | 2:13,56 |
| 4    | Michael Janyk    | Canada      | 2:13,68 |
| 5    | Stefan Guay      | Canada      | 2:13,76 |
| 6    | Jake Zamansky    | Stati Uniti | 2:13,81 |
| 7    | Patrick Biggs    | Canada      | 2:14,35 |
| 8    | Warner Nickerson | Stati Uniti | 2:14,83 |
| 9    | Brad Spence      | Canada      | 2:14,91 |
| 10   | Scott Hume       | Canada      | 2:14,94 |

Data: 22 marzo

Località: Mont-Sainte-Anne

#### Slalom speciale
| Pos. | Atleta           | Nazione     | Tempo   |
| ---- | ---------------- | ----------- | ------- |
| 1    | Patrick Biggs    | Canada      | 1:50,46 |
| 2    | Michael Janyk    | Canada      | 1:50,81 |
| 3    | Paul McDonald    | Stati Uniti | 1:51,09 |
| 4    | Nick Zoricic     | Canada      | 1:51,39 |
| 5    | François Bourque | Canada      | 1:51,45 |
| 6    | Scott Kennison   | Stati Uniti | 1:51,86 |
| 7    | John Kucera      | Canada      | 1:52,15 |
| 8    | Scott Hume       | Canada      | 1:52,27 |
| 9    | Stefan Guay      | Canada      | 1:52,90 |
| 10   | Greg Hardy       | Stati Uniti | 1:53,03 |

Data: 20 marzo

Località: Mont-Sainte-Anne

#### Combinata
| Pos. | Atleta           | Nazione |
| ---- | ---------------- | ------- |
| 1    | François Bourque | Canada  |
| 2    | ?                | ?       |
| 3    | ?                | ?       |

### Donne

#### Discesa libera
| Pos. | Atleta                | Nazione     | Tempo   |
| ---- | --------------------- | ----------- | ------- |
| 1    | Emily Brydon          | Canada      | 1:28,38 |
| 2    | Kelly VanderBeek      | Canada      | 1:29,59 |
| 3    | Geneviève Simard      | Canada      | 1:30,25 |
| 4    | Shona Rubens          | Canada      | 1:30,32 |
| 5    | Anne-Marie LeFrançois | Canada      | 1:30,49 |
| 6    | Julia Littman         | Stati Uniti | 1:30,54 |
| 7    | Britt Janyk           | Canada      | 1:30,69 |
| 8    | Stacey Cook           | Stati Uniti | 1:30,70 |
| 9    | Sherry Lawrence       | Canada      | 1:30,75 |
| 10   | Sophie Splawinski     | Canada      | 1:30,78 |

Data: 17 marzo

Località: Le Massif

#### Supergigante
| Pos. | Atleta            | Nazione   | Tempo   |
| ---- | ----------------- | --------- | ------- |
| 1    | Emily Brydon      | Canada    | 1:12,48 |
| 2    | Geneviève Simard  | Canada    | 1:13,22 |
| 3    | Allison Forsyth   | Canada    | 1:13,65 |
| 4    | Kelly VanderBeek  | Canada    | 1:13,91 |
| 5    | Shona Rubens      | Canada    | 1:14,12 |
| 6    | Émilie Desforges  | Canada    | 1:14,15 |
| 7    | Sophie Splawinski | Canada    | 1:14,20 |
| 8    | Klára Křížová     | Rep. Ceca | 1:14,72 |
| 9    | Chirine Njeim     | Libano    | 1:14,72 |
| 10   | Gail Kelly        | Canada    | 1:14,79 |

Data: 18 marzo

Località: Le Massif

#### Slalom gigante
| Pos. | Atleta           | Nazione     | Tempo   |
| ---- | ---------------- | ----------- | ------- |
| 1    | Geneviève Simard | Canada      | 2:26,57 |
| 2    | Allison Forsyth  | Canada      | 2:27,69 |
| 3    | Emily Brydon     | Canada      | 2:28,80 |
| 4    | Britt Janyk      | Canada      | 2:29,08 |
| 5    | Gail Kelly       | Canada      | 2:29,64 |
| 6    | Brigitte Acton   | Canada      | 2:30,03 |
| 7    | Émilie Desforges | Canada      | 2:30,91 |
| 8    | Jenny Lathrop    | Stati Uniti | 2:31,04 |
| 9    | Kelly VanderBeek | Canada      | 2:31,45 |
| 10   | Moe Hanaoka      | Giappone    | 2:31,64 |

Data: 21 marzo

Località: Mont-Sainte-Anne

#### Slalom speciale
| Pos. | Atleta          | Nazione     | Tempo   |
| ---- | --------------- | ----------- | ------- |
| 1    | Emily Brydon    | Canada      | 1:39,87 |
| 2    | Britt Janyk     | Canada      | 1:40,45 |
| 3    | Brigitte Acton  | Canada      | 1:42,95 |
| 4    | Abbi Lathrop    | Stati Uniti | 1:44,03 |
| 5    | Gail Kelly      | Canada      | 1:44,07 |
| 6    | Jenny Lathrop   | Stati Uniti | 1:44,19 |
| 7    | Julia Littman   | Stati Uniti | 1:44,33 |
| 8    | Katie Lyons     | Stati Uniti | 1:44,53 |
| 9    | Moe Hanaoka     | Giappone    | 1:44,86 |
| 10   | Alyssa Cartmill | Stati Uniti | 1:44,95 |

Data: 19 marzo

Località: Mont-Sainte-Anne

#### Combinata
| Pos. | Atleta       | Nazione |
| ---- | ------------ | ------- |
| 1    | Emily Brydon | Canada  |
| 2    | ?            | ?       |
| 3    | ?            | ?       |